# Kurt Pflüger
Kurt Pflüger (* 12. Oktober 1910 in Hannover; † 1994 in Stanmore bei London) war ein deutsch-britischer Ägyptologe und langjähriger Mitarbeiter der BBC.

## Leben und Tätigkeit
Pflüger studierte Ägyptologie, Geschichte und Kunst an den Universitäten Berlin, Leipzig und Heidelberg. An der zuletzt genannten Universität wurde er im Sommer 1933, also wenige Monate nach dem Machtantritt der Nationalsozialisten im Frühjahr 1933, aufgrund des Vorwurfes kommunistischer Betätigung relegiert. Auch Hermann Grapow, der in Berlin zu seinen Lehrern gehörte, bezeichnete Pflüger in einem Brief von 1947 als in den 1930er Jahren „politisch sehr links“ stehend. Franzmeier und Weber halten zudem eine jüdische Abstammung Pflügers für möglich, wenngleich diese nicht gesichert ist.
Pflüger verließ Deutschland noch 1933 und ging zunächst nach Paris. Von dort gelangte er nach Zürich, wo er mit Hilfe des Orientalisten Johann Jakob Hess im Sommersemester 1934 das Studium der Ägyptologie fortsetzen konnte. 1936 wurde er mit einer Arbeit über Haremhab und die Amarnazeit zum Dr. phil. promoviert.
Im Herbst 1936 ging Pflüger nach Großbritannien, wo er zusammen mit dem Ägyptologen John Bennett an einem Projekt zur Publikation der Inschriften von privaten Gedächtnisstelen aus der Zeit des Mittleren Reiches (2100 bis 1700 v. Chr.) arbeitete. Die Quellenedition wurde schließlich nicht veröffentlicht, stattdessen wurde eine Auswertung des Quellenmaterials durch Pflüger und Bennett publiziert, die versuchte, aus kunstgeschichtlichen, insbesondere ikonographischen Indikatoren auf den Stelen sozialgeschichtliche Rückschlüsse zu ziehen. An weiteren Veröffentlichungen legte Pflüger Beiträge für das Journal of Egyptian Archives, das Journal of Near Eastern Studies und das Journal of the American Oriental Society vor. Danach trat er als Ägyptologe nicht mehr hervor.
Seit Ende der 1930er Jahre arbeitete Pflüger für die BBC. Während des Zweiten Weltkriegs war er als Gegner des Nationalsozialismus in der Gegenpropaganda, mit der die BBC auf die Aktionen des deutschen Reichspropagandaministeriums reagierte, tätig. Wahrscheinlich gehörte er auch dem Club 1943 an, für den er noch in den 1980er Jahren Vorträge hielt.
Pflügers NS-feindliche Haltung blieb den Polizeiorganen des NS-Staates nicht verborgen: Im Frühjahr 1940 wurde er vom Reichssicherheitshauptamt auf die Sonderfahndungsliste G.B. gesetzt, ein Verzeichnis von Personen, die im Falle einer erfolgreichen Invasion und Besetzung der britischen Insel durch die Wehrmacht von den Besatzungstruppen nachfolgenden Sonderkommandos der SS mit besonderer Priorität ausfindig gemacht und verhaftet werden sollten.
Auch nach dem Krieg blieb Pflüger bis zu seiner Pensionierung Mitarbeiter der BBC.
Im Ruhestand widmete sich Pflüger, motiviert von kunstgeschichtlichen Interessen, Projekten im Bereich des Papiertheaters. Er legte eine umfangreiche private Sammlung hierzu an, die 1986 in einem umfangreichen Werk in kommentierter Form veröffentlicht wurde. In Waiblingen erinnerte von 1997 bis 2007 ein internationales Dr.-Kurt-Pflüger-Papiertheater-Festival an ihn.

## Schriften
- Haremhab und die Amarnazeit. Zürich 1936 (Universität Zürich, Dissertation, 1936).
- mit Ethel W. Burney: The Art of the Third and Fifth Dynasties. In: The Journal of Egyptian Archaeology. Band 23, Nr. 1, 1937, S. 7–9, JSTOR:3854453.
- Proposal to Publish Egyptian Private Funerary Stelae of Middle Kingdom. In: Actes du XXe Congrès International des Orientalistes. Bruxelles 5–10 Septembre 1938. Bureaux du Muséon, Löwen 1940, S. 64–65.
- The Edict of King Haremhab. In: Journal of Near Eastern Studies. Band 5, Nr. 4, 1946, S. 260–276, JSTOR:542338.
- The Private Funerary Stelae of the Middle Kingdom and Their Importance for the Study of Ancient Egyptian History. In: Journal of the American Oriental Society. Band 67, Nr. 2, 1947, S. 127–135, JSTOR:595309.
- mit Helmut Herbst: Schreibers Kindertheater. Eine Monographie. Raecke, Pinneberg 1986, ISBN 3-923909-13-9.